# Fomento obrero revolucionario
Fomento Obrero Revolucionario est un groupe marxiste fondé en France en 1959 par Grandizo Munis, Benjamin Péret, et Jaime Fernández Rodríguez. 
Fomento Obrero Revolucionario (Ferment Ouvrier Révolutionnaire) s'inspire du discours de la femme de Léon Trotski, Natalia Sedova, qui considère que la fidélité aux idées de son mari passe par le rejet du trotskisme. Rompant avec la IVe Internationale, le Ferment Ouvrier Révolutionnaire (FOR) considère l'URSS comme un État capitaliste et réaffirme la nécessité d'une révolution socialiste.
Dans les années 1960, le FOR s'éloignera progressivement des conceptions de Lénine pour se rapprocher de celles des communistes de conseils.